# Arthur Dee

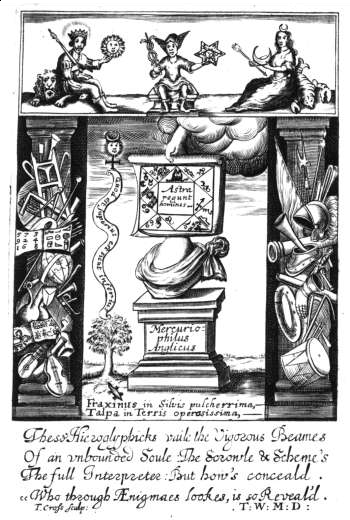
Titelseite von Fasciculus chemicus

Arthur Dee (* 13. Juli 1579 in Mortlake; † September 1651 in Norwich) war ein englischer Arzt und Alchemist im Dienst des Hofes von Michael I. von Russland und später von Karl I. von England.

## Leben und Wirken
Dee war der älteste von insgesamt acht Söhnen, die aus John Dees dritter Ehe mit Jane Fromand hervorgingen. Im Alter von fünf Jahren begleitete Arthur seine Eltern, und Edward Kelley mit Gemahlin, bei ihren Wanderschaften durch Böhmen. Im Verlauf dieser Reise ließ ihn sein Vater die lateinische Sprache lernen, dennoch war seine Erziehung in dieser Periode wohl irregulär. Bis zu seiner Rückkehr nach England vergingen fast zehn Jahre. Seine weitere Bildung erhielt er an der Westminster School. Er wurde ein Doktor der Medizin und 1614 wegen seines guten Rufes vom Erzbischof von Canterbury für ein Amt im Londoner Charterhouse vorgeschlagen; ein Krankenhaus, das kurz zuvor von Thomas Sutton in einem Kartäuserstift gegründet worden war.
Dee wurde der Arzt von Michael I. von Russland (dem Begründer der Romanow-Dynastie) und lebte 14 Jahre lang in Moskau. Dort schrieb er auch sein Buch Fasciculus Chemicus, das 1631 in Paris erschien; eine Sammlung bzw. Exzerpte verschiedener alchemistische Schriften, unter anderem von Petrus Bonus, John Dastin, Gerhard Dorn, Arnaldus de Villanova, Basilius Valentinus, George Ripley, Morienus, Artephius, Ewaldus Vogelius, den Büchern Clangor Buccinae, Scala philosophorum und Rosarium philosophorum, Pseudo-Lull, Pseudo-Geber, Aristoteles, Pseudo-Avicenna und Michael Maier. Die einzelnen Kapitel in der englischen Übersetzung von Ashmole sind: 1. Natural Matter 2. Preparation 3. Weight in preparation 4. The philosopher's Fire 5. The Rise or birth of the Stone 6. The Weights of 2nd Work 7. Imbibition 8. Fermentation 9. Projection 10. Multiplication. Zu den Kapiteln schrieb Dee jeweils Einleitungen.
Als 1637 seine Frau verstarb, kehrte Dee nach England zurück und wurde dort der Arzt von König Karl I. Bis zu seinem Ruhestand lebte Arthur Dee in Norwich, wo sich auch sein Freund Sir Thomas Browne niedergelassen hatte. Dees Bekanntschaft mit Browne ist bislang nur wenig erforscht; aber es war Browne, dem Arthur Dee einen Großteil seiner alchemistischen Manuskripte und Bücher vermachte.
Arthur Dee heiratete 1602 Isabella, die Tochter des Richters Edmund Prestwich in Manchester. Das Paar hatte insgesamt 12 Kinder, und John Dee sah noch vier der Kinder aufwachsen.

## Schriften
- Fasciculus chemicus. Basel 1629.
  - englische Übersetzung von Elias Ashmole (unter dem Anagramm James Hasolle): Fasciculus chemicus or chemical collections, Expressing the Ingress, Progress, and Egress, of the Secret Hermetick Science out of the choicest and most famous authors. London 1650 (Digitalisat).
  - Neuauflage: Garland Press, New York 1996 (Hrsg. Lyndy Abraham). Zusätzlich mit einer Übersetzung des Arcanum von Jean D´Espagnet.